# Eugénisme au Japon
L'eugénisme au Japon a influencé les mouvements politiques, sociaux et de santé publique dans l'empire du Japon de la fin du XIXe siècle au début du XXe siècle.
La théorie eugéniste est initialement introduite au Japon par le biais de chercheurs américains (comme Charles Davenport et John Coulter) disciples des lois de Mendel, par le biais d'influences allemandes et des études eugéniques du Français Lamarck. L'eugénisme en tant que science est l'objet de vifs débats au début du XXe siècle, dans Jinsei-Der Mensch, première revue prônant l'eugénisme dans l'Empire. Comme les Japonais cherchent à resserrer les rangs avec l'Occident, cette pratique est globalement adoptée, avec le colonialisme et ses justifications.
Le concept de « sang pur » comme critère de l'unicité du peuple Yamato commence à circuler vers 1880 au Japon, tandis que l'eugénisme dans le sens de procréation instrumentale et sélective se cristallise autour de deux positions relatives au sang, le « sang pur » (純血, junketsu) et le « sang mêlé » (混血, konketsu).
La popularité de la théorie eugéniste du « sang pur » émane d'une croyance vernaculaire en la pureté raciale ou monoculture nationale qui fait partie intégrante de la société japonaise depuis les temps anciens. Le mouvement local est cependant moins centré sur les idéaux scientifiques modernes et plus sur les concepts de gaijin (« personne de l'extérieur » vs. « personne native ou de l'intérieur ») et la pureté du sang.
Des mesures légales ultérieures sont soutenues par certains politiciens et les mouvements qui cherchent à augmenter le nombre de Japonais purs sains, tout en réduisant simultanément le nombre de personnes souffrant de handicap mental, de handicap, de maladies génétiques et autres conditions qui amènent à les considérer comme des contributions inférieures à la ressource génétique japonaise,.
L'opposition à l'eugénisme persiste au sein de plusieurs factions de droite, y compris des membres de la Diète du Japon et d'obstétriciens qui perçoivent l'eugénisme comme suggérant que le peuple japonais n'est composé que d'animaux et non pas d'habitants du « pays du kami » (神国, Shinkoku) comme le veut la tradition nationale japonaise du shinto. Yoshiichi Sōwa (曽和義弌), auteur de l'ouvrage « La Révolution shinto du Japon » écrit en 1940, « Lorsque nous considérons le passé, les gens de notre pays sont les descendants des kami. Prétendent-ils qu'il faut stériliser ces gens ? » Une résistance similaire à ces théories se produit au sein des communautés chrétiennes conservatrices et traditionnelles des États-Unis.

## Origines de l'eugénisme scientifique propre au Japon
Yamanouchi Shige (1876-1973), un cytologiste des plantes, est l'un des premiers et importants membres de l'eugénisme japonais, formé auprès de John Merle Coulter (1851-1928), eugéniste et botaniste américain. C'est un éminent disciple et universitaire de la première théorie de Lamarck, mais qui plus tard mélange ses idées avec la théorie évolutionniste mendélienne.
Sa carrière illustre un lien direct entre l'eugénisme des États-Unis et du Japon. Son approche a été décrite comme une recherche d'un moyen pour la « race japonaise » de « rattraper » génétiquement la « race occidentale dominante » du XIXe siècle et début du XXe siècle.
Selon Jennifer Robertson de l'université du Michigan, l'eugénisme, dans le cadre du nouvel ordre scientifique, a été introduit au Japon « sous l'égide du nationalisme et de l'impérialisme ». Elle identifie « eugénisme positif » et « eugénisme négatif ». L'eugénisme positif, promu par Ikeda Shigenori, désigne « l'amélioration de la situation de la reproduction sexuée et intègre ainsi les progrès en matière d'assainissement, de nutrition et d'éducation physique dans les stratégies de formation des choix en matière de procréation et de prise de décisions des particuliers et des familles ». L'eugénisme négatif, promu par Hisomu Nagai, « implique la prévention de la reproduction sexuée par avortement ou stérilisation contraintes chez les personnes jugées inaptes ». Les « inaptes » incluent des personnes telles que les alcooliques, les lépreux, les malades mentaux, les handicapés physiques et les criminels.
Le darwinisme social gagne à cette époque du crédit auprès des scientifiques du monde entier et est donc aussi introduit au Japon.

## Politiques eugénistes
Ikeda Shigenori (池田 林儀), un journaliste envoyé en Allemagne, fonde le magazine Mouvement eugéniste (優生運動, Yûsei-undō) en 1926. En 1928, il décrète le 21 décembre comme « jour de pureté du sang » (Junketsu de) et parraine des tests sanguins gratuits au laboratoire d'hygiène de Tokyo.
Nagai, le « Docteur de l'eugénisme », occupe le poste de directeur en chef de la Société japonaise de la santé et de l'écologie humaine (JSHHE) créé en 1930.
Au début des années 1930, des questionnaires détaillés relatifs au « mariage eugénique » sont imprimés ou insérés dans les magazines populaires en vue d'informer le grand public. Les promoteurs de cette politique, comme Ikeda, sont convaincus que ces enquêtes de mariage n'assureront pas seulement l'aptitude eugénique des conjoints mais aideront aussi à éviter les différences de classe qui pourraient perturber et même détruire le mariage. Le but est de créer une base de données des individus et de l'ensemble de leurs ménages qui permettra aux eugénistes de mener des enquêtes approfondies sur la généalogie de n'importe quelle famille.
L'Enquête de politique mondiale avec la race Yamato comme noyau, document secret à l'usage des décideurs politiques, approuve l'eugénisme, appelant la profession médicale à ne pas se concentrer sur les malades et les faibles, et demandant une formation mentale et physique et des mariages sélectifs pour améliorer la population.

### Loi eugénique de protection de la race
La « Loi de protection eugéniste de la race » est présentée à la Diète de 1934 à 1938. Après quatre amendements, le projet de loi est promulgué sous l'intitulé Loi eugénique nationale (国民優生法, Kokumin Yûsei Hō) en 1940 par le gouvernement Konoe.
Cette loi limite la stérilisation contrainte aux sujets atteints de « maladie mentale héréditaire », favorise le dépistage génétique et restreint l'accès au contrôle des naissances. Selon Matsubara Yoko, de 1940 à 1945, 454 personnes ont été stérilisées au Japon en vertu de cette loi.
Des campagnes sont aussi menées pour assurer la reproduction parmi les « éléments intelligents ou supérieurs » au sein de la population.
Le personnel des centres familiaux tente également de décourager les mariages entre femmes japonaises et zainichi, coréens recrutés à partir de la péninsule comme ouvriers après son annexion par le Japon en 1910. En 1942, un rapport d'enquête fait valoir que

« Les ouvriers coréens amenés au Japon, où ils ont établi leur résidence permanente, sont des classes inférieures et donc de constitution inférieure... En engendrant des enfants avec les femmes japonaises, ces hommes pourraient réduire la qualité du peuple Yamato (Yamato minzoku) »

L'eugénisme est critiqué par quelques ultranationalistes shinto car il semble traiter le peuple japonais, considéré d'origine divine, comme des animaux devant être « élevés ». Selon Nagai Hisomu, l'ignorance de l'Armée impériale japonaise et le rejet de la science derrière l'eugénisme bloque également la propagation de l'idéologie eugéniste.

## Après 1945
Une des dernières mesures eugéniques du régime d'avant-guerre est prise par le gouvernement Higashikuni. Le 19 aout 1945, le ministère de l'Intérieur ordonne aux bureaux gouvernementaux locaux d'établir un service de prostitution destiné aux soldats alliés pour préserver la « pureté » de la « race japonaise ». La déclaration officielle indique que

« Par le sacrifice de milliers d'okichis de l'ère Shōwa, nous allons construire une digue pour retenir la folle frénésie des troupes d'occupation et cultiver et préserver la pureté de notre race encore longtemps dans l'avenir. »

Ces clubs sont rapidement établis par le conseiller de cabinet Yoshio Kodama et Ryōichi Sasakawa.
Dans le Japon d'après-guerre, le Parti socialiste propose la Loi de protection eugénique (ja:優生保護法, Yusei Hogo Hō) qui entre en vigueur en 1948 pour remplacer la loi nationale eugénique de 1940. La principale disposition permet la stérilisation chirurgicale des femmes lorsque l'épouse, son conjoint ou membre de la famille jusqu'au 4e degré de parenté souffre d'une grave maladie génétique et où la grossesse mettra en danger la vie de la femme. L'opération nécessite le consentement de la femme, de son conjoint et l'approbation du Conseil préfectoral de protection eugénique.
La loi permet également l'avortement pour les grossesses en cas de viol, de lèpre, de maladies héréditaires transmises ou si le médecin détermine que le fœtus ne sera pas viable en dehors de l'utérus. Encore une fois, le consentement de la femme et de son conjoint sont nécessaires. L'orientation et la mise en œuvre du contrôle des naissances sont limités aux médecins, aux infirmières et aux sages-femmes professionnelles accréditées par le gouvernement préfectoral. La loi est également modifiée en mai 1949 afin de permettre l'avortement pour des raisons économiques à la seule discrétion du médecin, ce qui de fait légalise totalement l'avortement au Japon.
Malgré la formulation sans ambiguïté de la loi, celle-ci est utilisée par les autorités locales pour justifier l'application de mesures de stérilisations contraintes et d'avortements sur des personnes atteintes de certains troubles génétiques ainsi que de la lèpre et aussi comme prétexte pour une discrimination légale contre les personnes souffrant de handicaps physiques et mentaux

## Abolition des lois eugénistes
Les lois qui décrétaient la stérilisation obligatoire des personnes handicapées sont abrogées avec le vote de la Loi de protection du corps de la mère (母体保護法) le 18 juin 1996.

## Politique relative à la lèpre
Les Lois de prévention de la lèpre de 1907, 1931 et 1953, la dernière abrogée seulement en 1996, permettaient la mise en quarantaine de patients dans des sanatoriums où avortements et stérilisation contraints étaient communs, même si les lois ne les mentionnaient pas, et autorisaient le châtiment des patients qui « troublaient la paix » comme la plupart des léprologues japonais croyaient que la vulnérabilité à la maladie était transmissible.
Quelques léprologues japonais tels que Noburo Ogasawara ont plaidé contre la « politique d'isolement et stérilisation, mais il a été dénoncé comme traître à la nation lors de la 15e Conférence de l'Association japonaise de léprologie en 1941. Durant l'occupation de la Corée par l'empire du Japon, l'« ordonnance de prévention de la lèpre », les malades coréens étaient également soumis aux travaux forcés.
Dans le Japon d'après guerre, la Loi de protection eugénique (
ja:優生保護法, Yusei Hogo Hō) entre en vigueur en 1948 pour remplacer la loi nationale eugénique de 1940. Parmi les indications de la loi de protection eugénique figure la lèpre. Cette condition est abandonnée lorsque la loi est changée en loi sur la protection du corps de la mère.

## Source de la traduction
- (en) Cet article est partiellement ou en totalité issu de l’article de Wikipédia en anglais intitulé « Eugenics in Japan » (voir la liste des auteurs).